# Olympische Jugend-Winterspiele 2016/Teilnehmer (Liechtenstein)
| Gelbes Symbol für Goldmedaillen mit stilisierten Olympischen Ringen | Graues Symbol für Silbermedaillen mit stilisierten Olympischen Ringen | Braundes Symbol für Bronzemedaillen mit stilisierten Olympischen Ringen |
| ------------------------------------------------------------------- | --------------------------------------------------------------------- | ----------------------------------------------------------------------- |
| —                                                                   | —                                                                     | —                                                                       |

Liechtenstein nahm an den Olympischen Jugend-Winterspielen 2016 in Lillehammer mit zwei Athleten in zwei Sportarten teil.

## Sportarten

### Ski Alpin
| Jungen        |              |             |     |                    |                    |                    |                    |
| Silvan Marxer | Super-G      |             |     |                    |                    | 1:13,94 min        | 28                 |
| Silvan Marxer | Riesenslalom | 1:22,41 min | 26  | 1:20,66 min        | 18                 | 2:43,07 min        | 21                 |
| Silvan Marxer | Slalom       | DNF         | DNF | nicht qualifiziert | nicht qualifiziert | nicht qualifiziert | nicht qualifiziert |
| Silvan Marxer | Kombination  | DNF         | DNF | nicht qualifiziert | nicht qualifiziert | nicht qualifiziert | nicht qualifiziert |

### Bob
| Athleten       | Wettbewerb | Durchgang 1 | Durchgang 1 | Durchgang 2 | Durchgang 2 | Gesamt      | Gesamt |
| Athleten       | Wettbewerb | Zeit        | Rang        | Zeit        | Rang        | Zeit        | Rang   |
| -------------- | ---------- | ----------- | ----------- | ----------- | ----------- | ----------- | ------ |
| Jungen         |            |             |             |             |             |             |        |
| Gabriel Ospelt | Monobob    | 57,84 s     | 7           | 57,76 s     | 6           | 1:55,60 min | 7      |